# Sonic the Hedgehog (stripserie)
Sonic the Hedgehog was een Amerikaanse stripserie gebaseerd op de gelijknamige franchise. De stripserie werd gepubliceerd door Archie Comics.
De stripserie werd vanaf februari 1993 tot december 2016 maandelijks uitgegeven en is de langstlopende Sonic-stripserie tot nu toe. Het staat in het Guinness Book of Records als langstlopende stripserie gebaseerd op een spel.

## Publicatie
De stripserie werd in de Verenigde Staten uitgegeven sinds 1993. Sonic the Hedgehog werd oorspronkelijk gepubliceerd als een vierdelige miniserie. De reacties op deze serie waren positief en de strip werd verlengd tot een vaste serie.
Als toevoeging aan de stripserie, heeft Archie Comics verschillende speciale delen uitgebracht. Deze speciale delen zijn vaak langer dan de doorsnee strips. Ook zijn er enkele miniseries uitgebracht die dieper inspelen op bepaalde gebeurtenissen uit de stripreeks.
In 1997 kreeg de serie een spin-off die geheel om het personage Knuckles draaide: Knuckles the Echidna. In 1999 werd deze serie alweer stopgezet, maar de verhalen werden wel deels overgenomen in Sonic the Hedgehog.

## Verhalen
De stripserie, en alle bijbehorende spin-offs, spelen zich af in hetzelfde fictieve universum. Dit universum is vooral gebaseerd op de Sonic the Hedgehog-animatieserie, maar leent ook plotelementen uit de computerspellen en andere incarnaties van Sonic. Daarnaast bevat de strip ook enkele verhalen die uniek zijn voor de stripserie zelf.
De stripserie focust zich voornamelijk op het titelpersonage, de supersnelle egel Sonic the Hedgehog. De Sonic uit de stripserie is in veel opzichten anders dan zijn versie uit de spellen. Zo heeft hij belangrijke banden met zijn familie en vrienden. Ook heeft hij een sterk gevoel dat het zijn plicht is Dr. Robotnik tegen te houden; in de spellen doet hij dit meestal gewoon voor de lol.
In de stripserie is Sonic lid van de Freedom Fighters, een groep die vecht tegen de tirannie van Dr. Robotnik.

## Omgeving
Bij aanvang van de serie speelden de verhalen zich af op de planeet Mobius in het jaar 3235. Inmiddels zijn de verhalen opgeschoven naar het jaar 3242.
Mobius is in werkelijkheid een toekomstige versie van de aarde. Volgens de Gregoriaanse Kalender zouden de verhalen zich afspelen in het jaar 14.016. In een van de eerste verhalen werd onthuld dat in een ver verleden de Aarde aangevallen werd door een buitenaards ras genaamd de Xorda. Zij probeerden met een genenbom de mensheid uit te roeien, wat ook grotendeels lukte. De genenbom veranderde enkele dieren echter in antropomorfe intelligente levensvormen. Deze antropomorfe dieren vormen in de stripserie de dominante soort op de planeet.

## Personages
Aanvankelijk waren alle personages in de stripserie overgenomen uit de SatAM-animatieserie. Later zijn er speciaal voor de strip andere personages bijbedacht, en zijn ook personages uit de computerspellen overgenomen in de strip. De bekendste personages in de serie zijn:
Helden
- Sonic the Hedgehog
- Miles "Tails" Prower
- Princess Sally Acorn
- Bunnie Rabbot
- Rotor
- Antoine D'Coolette
- NICOLE
- Knuckles the Echidna
- Amy Rose
- Julie-Su
- Mina Mongoose
- Chaotix

Neutraal
- Shadow the Hedgehog
- Rouge the Bat

Schurken
- Dr. Robotnik/Eggman
- Snively
- Dark Legion
- Dr. Finitevus
- Mammoth Mogul
- Destructix
- Scourge the Hedgehog
- Fiona Fox
- Nack the Weasel

## Spellen
De volgende Sonic-spellen zijn gebruikt als basis voor enkele van de verhalen uit de stripserie:
- Sonic Spinball (#6)
- Sonic the Hedgehog 3 (#13)
- Sonic & Knuckles (Sonic & Knuckles Special)
- Sonic the Hedgehog CD (#25)
- SegaSonic the Hedgehog (Knuckles #26-28)
- Sonic Triple Trouble (Sonic Triple Trouble Special)
- Knuckles' Chaotix (Knuckles' Chaotix Special)
- Sonic 3D Blast (Sonic Blast Special)
- Sonic Adventure (Super Special #13, en delen 79-84)
- Sonic Shuffle (#92)
- Sonic Adventure 2 (#98)
- Sonic Rush (#160 & #161)
- Sonic Riders (#163 & #164)
- Shadow the Hedgehog (#171)
- Sonic Rush Adventure (#180)*
- Sonic and the Secret Rings

## Eerbetoon
Sonic the Hedgehog bevat een aantal verwijzingen en eerbetonen aan elementen uit andere stripseries:
- De Anti-Freedom Fighters (een kwaadaardige versie van Sonic en zijn vrienden uit een parallel universum) is een verwijzing naar het Crime Syndicate, een kwaadaardige versie van de Justice League uit de strips van DC Comics.

- Het Sonic the Hedgehog-universum kent een multiversum met meerdere parallelle universums waar de personages naartoe kunnen reizen. Dit is gelijk aan hoe het DC Universum en Marvel Universum zijn opgebouwd.

- Enkele van de speciale delen bevatten cross-overs met andere stripseries zoals Savage Dragon, Shadowhawk en The Maxx.

## Beëindiging en reboot
In December 2016 werd nr. 290 van de serie uitgebracht, welke diens laatste uitgave zou worden. Na het uitbrengen van deel 290 werd de serie een paar maanden gepauzeerd, waardoor onduidelijkheid ontstond over het voortbestaan van de serie. In Juli 2017 maakte Sega of America bekend hun uitgevers partnerschap met Archie Comics te hebben beëindigd. Kort daarna werd bekendgemaakt dat er een nieuwe serie zou worden begonnen, ditmaal uitgegeven door IDW Publishing, met hoofdschrijver Ian Flynn opnieuw aan het voortouw.